# Michael Boogerd

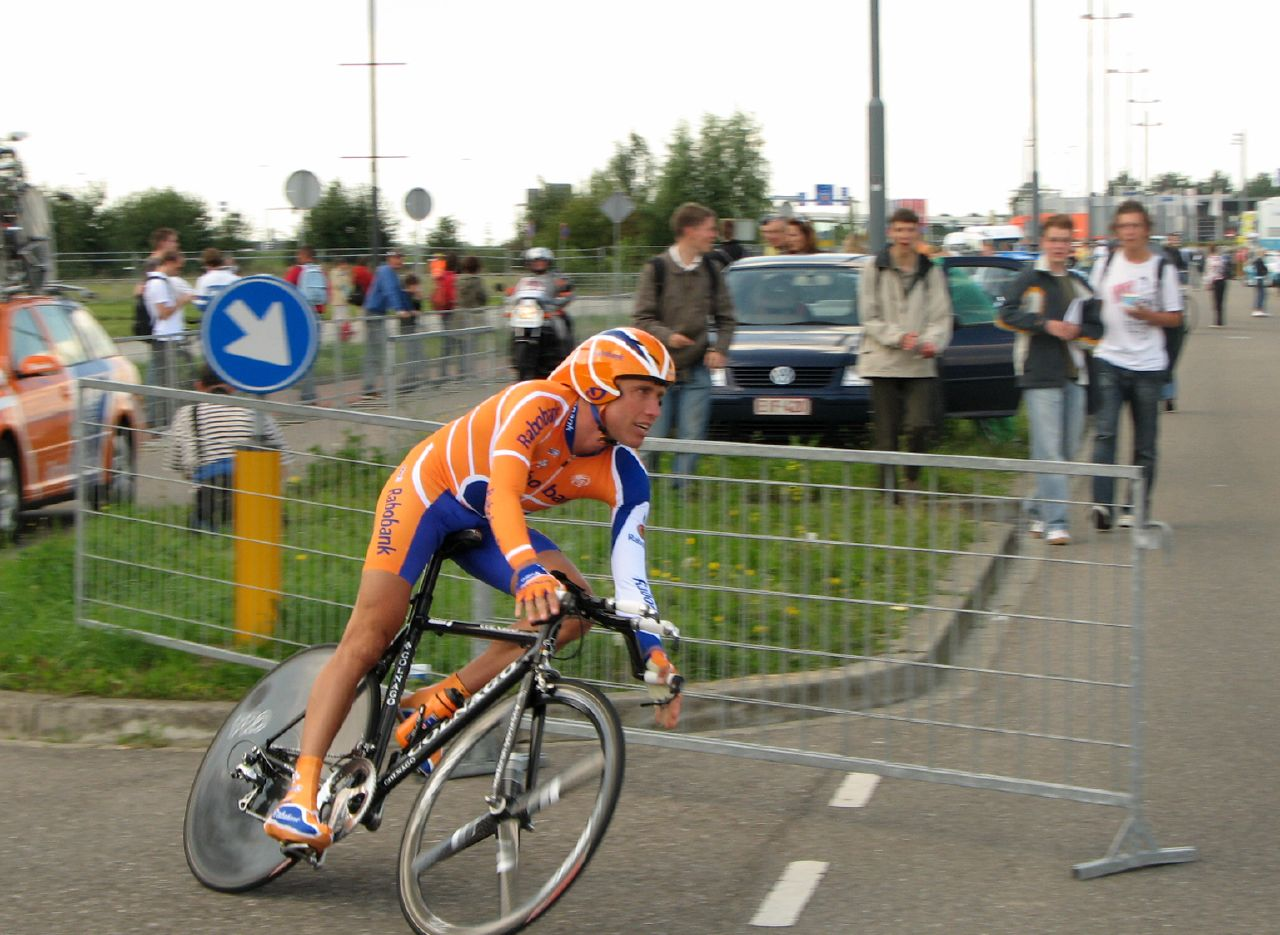
Michael Boogerd, Eneco Tour 2007.

Michael Anthonie Boogerd, född 28 maj 1972 i Haag, är en nederländsk före detta tävlingscyklist.

## Karriär
Michael Boogerds främsta styrka var kortare klassiker samt bergsetapper. Han tävlade under sin karriär för Rabobank, tidigare WordPerfect och Novell, som tillhörde den högsta divisionen och senare UCI ProTour. 
Boogerd började cykla i de professionella klungorna 1993 med WordPerfect. Då var han stagiaire, en amatörcyklist som under några månader får prova på att vara professionell. Han blev professionell 1994 med WordPerfect. Novell tog över sponsorskapet efter WordPerfect 1995.
Kort efter att Rabobank tagit över sponsorskapet från WordPerfect 1996 vann Boogerd sin första etapp på Tour de France. Han vann också en etapp på Tour de France 2002. Under Tour de France 2005 slutade han fyra på en etapp, 57 sekunder efter etappvinnaren George Hincapie. 
Hans bästa slutresultat i Tour de France kom 1998 när han slutade femma. 
Michael Boogerds mest framgångsrika säsong var 1999 då han vann Paris-Nice och Amstel Gold Race. Samma säsong vann han också Giro dell'Emilia och Gran Premio Bruno Beghelli.
Boogerd blev nederländsk mästare i linjelopp år 1997, 1998 och 2006.
Under säsongen 2002 vann nederländaren etapp 6 på Nederländerna runt. Michael Boogerd vann oclså Brabantse Pijl 2001 och 2003.
I april 2007 berättade Michael Boogerd att han avslutar sin karriär i slutet av 2007. Hans sista tävling skulle ha varit Lombardiet runt men en olycka några dagar tidigare satte stopp för det. Hans officiella avsked tog han på 'Afscheidscriterium van Michael Boogerd' i Valkenburg.

## Meriter
1996
Etapp 6, Tour de France
31:a, Tour de France 1996
1997
 Nationsmästerskapens linjelopp
16:e, Tour de France
1998
 Nationsmästerskapens linjelopp
4:a, Amstel Gold Race
5:a, Tour de France
1999
1:a, Paris-Nice
1:a, Giro dell'Emilia
1:a, Amstel Gold Race
1:a, Gran Premio Bruno Beghelli
2001
1:a, Setmana Catalana de Ciclisme
1:a, Brabantse Pijl
9:a, Amstel Gold Race
10:a, Tour de France
2002
Etapp 6, Ronde van Nederland
Etapp 15, Tour de France
3:a, Amstel Gold Race
12:a, Tour de France
2003
1:a,, Brabantse Pijl
2:a, Amstel Gold Race
2004
2:a, Amstel Gold Race
2005
2:a, Amstel Gold Race
3:a, Liège-Bastogne-Liège
6:a, Polen runt
7:a, Baskien runt
24:a, Tour de France
2006
 Nationsmästerskapens linjelopp
3:a, Amstel Gold Race
4:a, Züri Metzgete
5:a, Tirreno-Adriatico
5:a, Liège-Bastogne-Liège
8:a, Lombardiet runt
13:e, Tour de France
2007
12:a, Tour de France

## Stall
- WordPerfect 1993–1994
- Novell 2995
- Rabobank 1996–2007